# Les Roches-l’Évêque
Les Roches-l’Évêque – miejscowość i gmina we Francji, w Regionie Centralnym, w departamencie Loir-et-Cher.
Według danych na rok 1990 gminę zamieszkiwały 302 osoby, a gęstość zaludnienia wynosiła 126 osób/km² (wśród 1842 gmin Regionu Centralnego Les Roches-l’Évêque plasuje się na 839. miejscu pod względem liczby ludności, natomiast pod względem powierzchni na miejscu 1413.).